# 危仔倡
危仔倡，抚州南城（今江西省南城县）人，唐朝末年信州（治今江西省上饶市）刺史，危全讽的弟弟。
唐僖宗中和三年（882年）七月，钟传被任命为江西观察使，离开抚州，危全讽占据了抚州（治今江西省抚州市），派他的弟弟危仔倡占据信州。唐昭宣帝天祐四年（907年）淮南军队攻打信州，信州刺史危仔倡向吴越王钱镠求救。天祐六年（909年）七月，抚州刺史危全讽在象牙潭之战败于淮南，歙州刺史陶雅派他的儿子陶敬昭及都指挥使徐章率兵袭击饶州、信州，饶州刺史唐宝弃城逃走，信州刺史危仔倡请求投降。危仔倡听说淮南军要至，逃奔吴越国，钱镠任命危仔倡为淮南节度副使，改他的姓为元氏。其子元德昭在吴越为丞相。